# Якоб I (Мьорс)
Якоб I фон Мьорс-Сарверден (на немски: Jakob von Moers-Saarwerden; * пр. 1447; † между февруари и 11 април 1483) е граф на Мьорс и Сарверден (1431 – 1483).

## Произход
Той е единстврният син на граф Йохан I фон Мьорс-Сарверден († 1431) и съпругата му Аделхайд фон Геролдсек († сл. 1440), наследничка на Лар-Малберг, дъщеря на Хайнрих V фон Геролдсек-Лар († 1426) и графиня Урсула фон Еберщайн († сл. 1428).

## Фамилия
Първи брак: на 11 ноември 1434 г. с графиня Анастасия фон Лайнинген († 20 октомври 1452), дъщеря на граф Емих VII фон Лайнинген-Харденбург, фогт на Долен Елзас († 1452) и маркграфиня Беатрикс фон Баден († 1452). Те имат две деца:
- Николаус († сл. 25 април 1495), граф на Мьорс и Сарверден (1483 – 1488), женен септември 1463 г. за Барбара фон Финстинген († 26 юли 1492 – 21 март 1494)
- Аделхайд († сл. 1516), омъжена на 12 март/21 октомври 1470 г. за граф Вилхелм фон Мандершайд (* 1447; † сл. 3 декември 1508), син на Дитрих III фон Мандершайд-Бланкенхайм

Втори брак: на 21 октомври 1465 г. с графиня Кунигунда фон Зоненберг-Валдбург († сл. 1485), дъщеря на трушсес, граф Еберхард I фон Валдбург-Зоненберг († 1479) и графиня Кунигунда фон Монфор-Тетнанг († сл. 1463). Те имат четири деца:
- Йохан III (II) (* 1468; † 14 март – 14 октомври 1507), граф на Сарверден и Мьорс, господар на Лар-Малберг (1488 – 1527), женен на 1 февруари 1490 г. за графиня Анна фон Берг'с Херенберг (* ок. 1466; † 1553), родители на Катарина (1491 – 1547), омъжена 1507 г. за граф Йохан Лудвиг фон Насау-Саарбрюкен (1472 – 1545)
- Якоб II († 14 – 22 октомври 1514), граф на Сарверден и Мьорс, господар на Лар-Малберг, женен на 3 ноември 1513 г. за графиня Беатрикс фон Салм-Оберсалм († 1528), дъщеря на граф Йохан V фон Салм (1431 – 1485)
- Кунигунда († сл. 1484), в свещен орден в Лихтентал
- Маргарета († сл. 1484), в свещен орден в Лихтентал